# Светлана Тома
Светлана Андрејевна Тома (рус. Светлана Андреевна Тома) је молдавска и руска глумица, заслужни је уметник Молдавије и Русије (2001).
Позната је по улози Раде Циганке у руском филму Цигани лете у небо из 1975. године. Од новијих остварења, наступила је у руској теленовели Кнегиња Анастасија.
Светлана Тома истиче да је вегетаријанка. Удавала се два пута и има једну ћерку, Ирину Лахину рођену 1972. године која је такође глумица.